# Мишково (Кудрявцевское сельское поселение)
Мишково — деревня в Торопецком районе Тверской области. Входит в состав Кудрявцевского сельского поселения.

## Этимология
Название деревни образовано от мужского имени Михаил.

## География
Деревня расположена в западной части района; расстояние до Торопца — 34 километра, до Озерца — 14 километров. Ближайший населённый пункт — деревня Старинка (700 метров на юго-запад).
Климат
Деревня, как и весь район, относится к умеренному поясу северного полушария и находится в области переходного климата от океанического к материковому. Лето с температурным режимом +15…+20 °С (днём +20…+25 °С), зима умеренно-морозная −10…−15 °С; при вторжении арктических воздушных масс до −30…-40 °С.
Среднегодовая скорость ветра 3,5—4,2 метра в секунду.

## История
На топографической карте Фёдора Шуберта 1867—1906 годов обозначена деревня Мишкова. Имела 2 двора.
На карте РККА 1923—1941 годов обозначена деревня Мишкова. Имела 7 дворов.

## Население
| 2010 |
| ---- |
| 8    |

Национальный состав
Согласно результатам переписи 2002 года, в национальной структуре населения русские составляли 100 % от жителей.